# Fenshui (socken i Kina, Sichuan)
Fenshui (kinesiska: 分水乡, 分水) är en socken i Kina. Den ligger i provinsen Sichuan, i den sydvästra delen av landet, omkring 67 kilometer söder om provinshuvudstaden Chengdu. Fenshui ligger vid sjön Heilongtan Shuiku.
Genomsnittlig årsnederbörd är 1 222 millimeter. Den regnigaste månaden är juli, med i genomsnitt 338 mm nederbörd, och den torraste är december, med 9 mm nederbörd.